# Nukem
Koordinaten: 50° 5′ 38,5″ N, 9° 2′ 57,4″ O

Logo

Die Nukem Technologies Engineering Services GmbH (Eigenschreibweise: NUKEM) ist ein deutsches Unternehmen im Bereich der Kerntechnik mit Sitz in Karlstein am Main.

## Geschichte
Die Nukem GmbH wurde 1960 gegründet und hatte ihren Sitz zunächst in Hanau. Ursprünglich auf die Produktion von Brennelementen spezialisiert, erhielt das Unternehmen seinen Namen als Abkürzung für Nuklear-Chemie und Metallurgie. Im Laufe der Jahre erweiterte Nukem seine Aktivitäten auf den größten Teil des nuklearen Brennstoffkreislaufs, einschließlich Uranversorgung, Anreicherung, Wiederaufbereitung, Abfallmanagement und Ingenieurtechnik.
Bis Mitte 2006 war es als RWE Nukem über seine damalige Muttergesellschaft RWE Solutions ein Unternehmen des RWE-Konzerns. Nach dem Verkauf der RWE Solutions Gruppe an den Finanzinvestor Advent International wurde der Name in Nukem umgewandelt. 
Nukem ist seitdem organisatorisch und rechtlich in zwei Bereiche gespalten worden:
- Nukem Technologies: Stilllegung und Rückbau von Nuklearanlagen, und
- Nukem: Handel mit nuklearem Brennstoff und speziellen stabilen (nichtradioaktiven) Isotopen (z. B. 10B, 11B, D2O, DZO, 17O)

Die ehemaligen Tochterunternehmen in den USA, Nukem Corp., und in Großbritannien, Nukem Ltd., wurden veräußert an jeweils Energysolutions und Freyssinet (eine Tochter des Vinci-Konzerns). 2009 wurde die Nukem Technologies GmbH vom russischen Kraftwerksbauer Atomstroyexport (im Besitz von Rosatom) übernommen. Im Abschlussbericht der AG Asse Inventar wird allerdings festgestellt, dass es für Nachforschungen zu den Einlagerungen der Nukem in die Schachtanlage Asse keinen eindeutigen Rechtsnachfolger mehr gibt.
Die deutsche Nukem Energy GmbH wurde im Januar 2013 von der kanadischen Cameco Corporation übernommen.
Im April 2024 stellte Nukem einen Antrag auf Insolvenz in Eigenverwaltung. Ein anvisierter Verkauf des Unternehmens sei wegen der rechtlichen Unsicherheiten durch das russische Mutterunternehmen nach Ausbruchs des russischen Überfalls auf die Ukraine gescheitert. Der Schritt sollte die Übernahme durch einen Investor erleichtern.
Seit 2024 gehört Nukem Technologies zur in Tokio ansässigen Firma Muroosystems.

## Atomlagerungsskandal Nukem und Transnuklear
Die Ende der 1960er Jahre realisierte Arbeitsteilung sah vor, dass Nukem Brennelemente für Forschungsreaktoren herstellt. Die Nukem-Töchter Alkem und RBU waren für die Fertigung von Uranbrennelementen für Leichtwasserreaktoren (RBU) und von MOX-Brennelementen für Leichtwasserreaktoren und Brüter zuständig. Dazu betrieben Nukem, Alkem und die RBU in Hanau-Wolfgang Brennelementfabriken:
- Nukem seit Juli 1962 mit einer genehmigten Kapazität von 1900 kg 235U mit Anreicherung zwischen 0,7 und 94 %, davon maximal 1700 kg 235U mit Anreicherung zwischen 20 und 94 %, 100 t natürlichem und 100 t abgereichertem Uran sowie 200 t unbestrahltem Thorium
- Alkem seit August 1968 mit einer genehmigten Kapazität von 460 kg Plutonium (239Pu, 240Pu, 241Pu), 1,5 kg Americium sowie Uran verschiedener Anreicherung bis 180 kg Gesamtgehalt an 235U, 10 t Natururan sowie 20 t abgereichertes Uran.
- RBU seit Juli 1969 mit einer genehmigten Kapazität von 400 t bis 20 % angereichertem Uran, 10 t bis 20 % angereichertem Uran bei höchstens 1 ppm Plutoniumgehalt, 40 kg Plutonium als PuO2-UO2-MOX in Brennstäben, 160 kg über 20 % angereichertem Uran, 200 t natürlichem und 100 t abgereichertem Uran.
- Nukem seit Juli 1962 unter dem Namen „Hochtemperatur-Brennelemente-Fabrik (HOBEG)“ mit einer genehmigten Kapazität von geschätzt 170000 Brennelementen jährlich für THTR

Im Januar 1987 ereignete sich bei Nukem ein Störfall, bei dem bis zu 300 Menschen mit Plutonium kontaminiert worden sein sollen. Das Unternehmen berichtete Wochen später lediglich über einen harmloseren Störfall.
Im März 1987 kam es infolge einer Untersuchung in der Anlage der Transnuklear Hanau (TNH) zur Enthüllung von Unregelmäßigkeiten in der Abteilung Radioaktive Abfälle. Die Nukem wurde in diesen Skandal ihrer Tochtergesellschaft mit einbezogen.
Am 1. Juli 1987 legte Nukem Teile ihrer Anlage still und zog damit erste Konsequenzen aus Sicherheitsbedenken des hessischen Umweltministers Karlheinz Weimar (CDU). Weimar gab Nukem am 9. Juli 1987 eine Mängelliste, die das Unternehmen unverzüglich abstellen sollte.
Am 17. September 1987 nahm Nukem mit Genehmigung des Umweltministers den Betrieb wieder auf. Am 17. Dezember 1987 entzog Bundesumweltminister Klaus Töpfer (CDU) der Nukem-Tochtergesellschaft Transnuklear aufgrund bekanntgewordener Bestechungen die Genehmigung zum Transport radioaktiver Abfälle. Am 16. Dezember 1987 wurde bekannt, dass Transnuklear vom Kernforschungszentrum (Studienzentrum für Kernenergie) in Mol, Belgien, Fässer mit hoch radioaktivem Inhalt illegal nach Deutschland gebracht hatte. Ende Dezember 1987 gab der Firmensprecher bekannt, dass es sich dabei um 1.942 Fässer handelt, die sich vor allem an Standorten von Kernkraftwerken befinden. Die hessische Landesregierung forderte als Konsequenz eine Beurlaubung der Mitglieder der Geschäftsführung Peter Jelinek-Fink und Karl-Gerhard Hackstein.
Es folgte im Januar 1988 ein Bericht eines Journalisten, in dem behauptet wurde, angereichertes Spaltmaterial sei von Beständen der Nukem nach Libyen oder Pakistan verbracht worden.
Am 14. Januar 1988 setzte das Bundesumweltministerium die Betriebsgenehmigung für Nukem wegen unerlaubter Lagerung von Atommüllfässern mit hohen Anteilen von Caesium-135, Cobalt-60 und Plutonium und den erheblichen Zweifeln an der atomrechtlich gebotenen Zuverlässigkeit des Unternehmens außer Kraft. Anfang April 1988 wurde eine befristete Betriebsgenehmigung zum Leerfahren der Anlage erteilt. Es gab Vorwürfe, Nukem habe Kenntnis von illegalen Praktiken der Tochtergesellschaft Transnuklear gehabt, darunter der falsch deklarierten Atommülltransporte zwischen dem belgischen Mol und Deutschland sowie der Zahlung von 21 Millionen DM an Bestechungsgeldern.
Nachdem diese Vorwürfe entkräftet werden konnten, erfolgte am 18. Mai 1988 eine Rehabilitation für Jelinek-Fink und Hackstein. Danach beendete Jelinek-Fink seine Tätigkeiten bei der Nukem. In der Folge übernahm er 1988 die Leitung des Washingtoner Verbindungsbüros der Urenco.